# Kräuterweihe
Die Kräuterweihe gehört zu den volkstümlichen Bräuchen der römisch-katholischen Kirche. Dieser Brauch ist schon seit dem 9. Jahrhundert bekannt und ist in den letzten Jahren wieder mehr aufgelebt. Dabei werden am Hochfest Mariä Himmelfahrt am 15. August Kräuter zu einem Strauß, dem Würzbüschel, gebunden und mit zur Kirche gebracht. Dort werden diese im Gottesdienst oder im Anschluss daran vom Priester gesegnet und sollen dann im Sinne eines Tragzaubers wirksam sein. Die Kräuterweihe zählt zu den Sakramentalien. In manchen Orten Bayerns und Tirols beginnt damit auch die Zeit des Frauendreißigers.
Das Brauchtum geht vermutlich auf die  Überlieferung des Kirchenvaters Johannes von Damaskus zurück, der zufolge dem leeren Grab Mariens bei seiner Öffnung ein Wohlgeruch nach Rosen und Kräutern entstiegen sein soll. 

## Kräuterbuschen

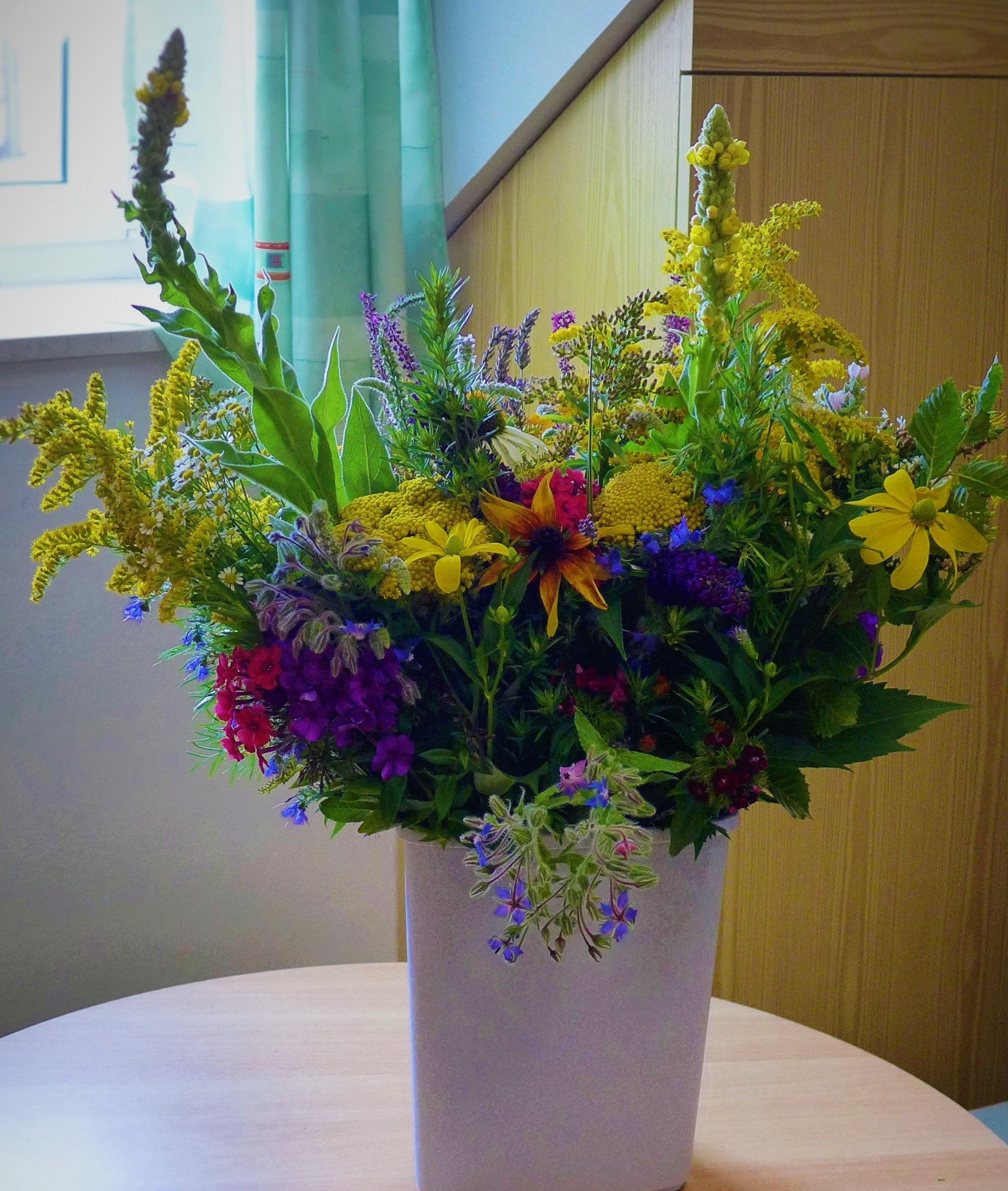
„Krautwisch“ oder „Kräuterbuschen“ zum Fest Mariä Himmelfahrt

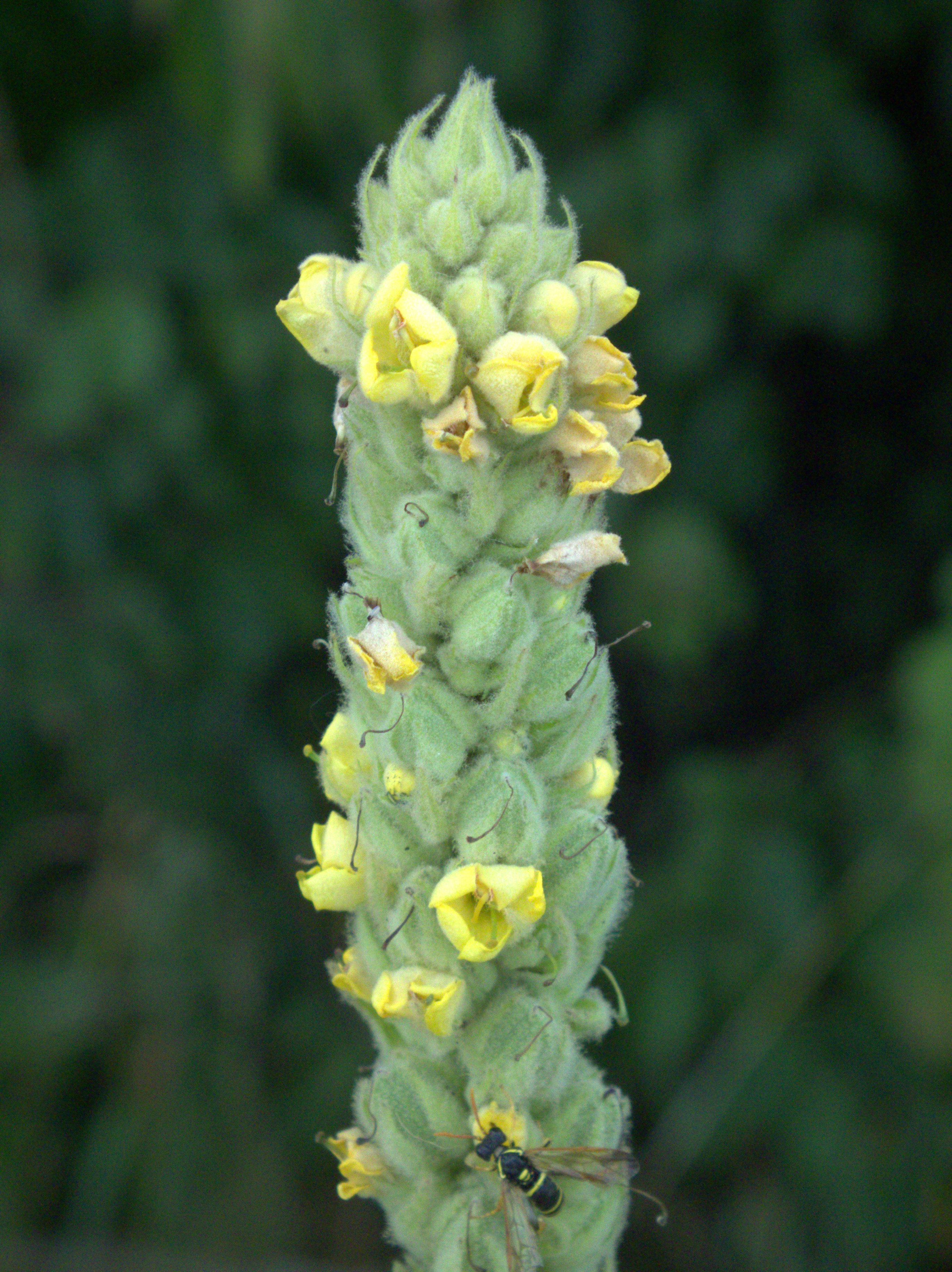
Die Königskerze befindet sich traditionell oft in der Mitte eines Kräuterbuschens

Je nach Region können die Kräuterbuschen aus insgesamt 
- 07 (Zahl der Wochen- bzw. Schöpfungstage),
- 09  (dreimal drei für die hl. Dreifaltigkeit),
- 12 (Zahl der Apostel),
- 14 (Zahl der Nothelfer),
- 24 (zweimal zwölf: zwölf Stämme Israels aus dem alten und zwölf Apostel Christi aus dem neuen Testament)
- 72 (sechsmal zwölf) (Zahl der Jünger Jesu) oder gar
- 99 verschiedenen Kräutern bestehen.

Typische Kräuter neben Alant sind Echtes Johanniskraut, Wermut, Beifuß, Rainfarn, Schafgarbe, Königskerze, Kamille, Thymian, Baldrian, Eisenkraut und die verschiedenen Getreidesorten.  In manchen Regionen wurden in die Kräuterbuschen so viele Alantblüten eingebunden, wie Menschen, Kühe und Pferde auf dem Hof lebten. Der Tee aus diesen geweihten Kräutern sollte besonders heilsam sein. Krankem Vieh wurden geweihte Kräuter ins Futter gemischt oder man warf zum Schutz vor Blitzschlag beim Gewitter Kräuter aus dem Buschen ins offene Feuer.
In ländlichen Gebieten Deutschlands sind für die heute gebräuchliche Bezeichnung Kräuterstrauß (-busch) noch ältere Namensgebungen aus den regionalen Dialekten bekannt. So ist in der Eifel und an der Untermosel der Kräuterstrauß ein Wisch. Denn ursprünglich war in dieser Region der Beifuß das wichtigste Kraut in dem Gebinde. Die alte Bezeichnung Wisch und Wischkraut für Beifuß war daher möglicherweise der Namensgeber für Gebinde aus Kräutern und Gräsern, die in der Küche und auch im Kuhstall (mit Pech bestrichen) gegen Koliken zur Anwendung kamen.

## Gebete
Die Kräuterweihe in der außerordentlichen Form des römischen Ritus umfasst die folgenden Gebete:

I.

„Lasset uns beten! Allmächtiger ewiger Gott, der Du Himmel, Erde und Meer, Sichtbares und Unsichtbares durch Dein Wort aus dem Nichts erschaffen hast und zum Gebrauch der Menschen und Tiere die Erde hervorbringen lässest Bäume und Kräuter, welche nach Deiner mildreichen Anordnung in ihrer jeweiligen Eigenart aus sich Frucht bringen, nicht nur als Kräuternahrung für die Beseelten, sondern auch zur Heilung kranker Körper. Inniglich bitten wir Dich mit Herz und Mund, Du wollest diese unterschiedlichen Kräutergattungen und Früchte durch Deine gnadenreiche Milde + segnen, damit sie durch den Einfluss der neuen Gnade Deines Segens und durch den rechten Gebrauch für Mensch und Tier in Deinem heiligen Namen über ihre von Dir gegebene natürliche Kraft hinaus reichen Schutz gewähren gegen alle Krankheit und Vergiftung. Durch unseren Herrn Jesus Christus… Amen.
Oremus. Omnipotens sempiterne Deus, qui caelum, terram, mare, visibilia et invisibilia verbo tuo ex nihilo creasti, quique herbas arboresque ad usus hominum animaliumque terram gignere, et unumquodque juxta sementem in semetipso fructum habere praecepisti; atque non solum ut herbae animantibus ad victum, sed aegris etiam corporibus prodessent ad medicamentum, tua ineffabili pietate concessisti: te supplici mente et ore deprecamur ut has diversi generis herbas et fructus tua clementia bene+dicas et, supra naturalem a te inditam virtutem, eis benedictionis tuae novae gratiam infundas ut, ad usum hominibus et jumentis in nomine tuo applicatae, omnium morborum et adversitatum efficiantur praesidium.  Per Dominum nostrum Jesum Christum, Filium tuum: Qui tecum vivit et regnat in unitate Spiritus Sancti Deus, per omnia saecula saeculorum. Amen.“
II. 

„Lasset uns beten! O Gott, der Du durch Deinen Knecht Moses die Söhne Israels anleitetest, Manipeln der neuen Früchte zu ihrer Segnung zu den Priestern zu bringen, unter Auswahl der feinsten und schönsten Früchte der Gewächse und unter dem Ausdruck großer Freude vor Dir als ihrem wahren Gott: höre unsere Anrufungen, und gieße die Überfülle Deines + Segens auf uns und auf diese Bündel der neuen Gewächse und diese Collectio neuer Kräuter und Früchte, die wir Dir voll Dank an diesem hochfestlichen Tag darstellen und in Deinem Namen + segnen. Gewähre gnädig, dass überall dort wo auch immer von diesen gesegneten Kräutern etwas aufbewahrt, mitgetragen oder anders verwendet wird, Menschen, Schafe, Vieh, Reit- und Lasttiere heilende Hilfe finden gegen Krankheiten, Seuchen, Geschwüre, Bösartigkeiten und Verwünschungen sowie gegen die Gifte und Bisse der Schlangen und anderer Tiere, aber auch Verteidigung finden gegen teuflische Illusionen, Machenschaften und betrügerische Verführungen. Und so mögen wir beladen mit Manipeln guter Werke, durch die Verdienste der allerseligsten Jungfrau und Gottesmutter Maria, deren leibliche Aufnahme in den Himmel wir feierlich begehen, gewürdigt werden, eben dort zugelassen zu werden. Durch unseren Herrn Jesus Christus… Amen.
Oremus. Deus, qui per Moysen famulum tuum mandasti filiis Israel ut manipulos novorum fructuum benedicendos deferrent ad sacerdotes, tollerentque fructus arboris pulcherrimae, et laetarentur coram te Domino Deo suo: adesto propitius invocationibus nostris, et infunde tuae bene+dictionis abundantiam super nos et super manipulos novarum frugum, novarum herbarum et fructuum collectionem, quae cum gratiarum actione tibi repraesentamus et in nomine tuo in hac solemnitate bene+dicimus; et concede ut hominibus, pecoribus, pecudibus et jumentis contra morbos, pestes, ulcers, maleficia, incantationes, veneficia serpentem et aliorum venenosorum animalium et bestiarum morsus necnon quaecumque venena remedium praestent; atque contra diabolicas illusiones et machinationes et fraudes tutamen ferant, in quocumque loco positum vel portatum aut habitum aliquid ex eis fuerit: quatenus cum manipulis bonorum operum, meritis beatae Mariae Virginis, cujus Assumptione festum colimus, quo ipsa assumpta est suscipi mereamur.  Per Dominum nostrum Jesum Christum, Filium tuum, qui tecum vivit et regnat in unitate Spiritus Sancti Deus, per omnia saecula saeculorum. Amen.“
III. 

„Lasset uns beten! Herr, unser Gott, Du hast Maria über alle Geschöpfe erhoben und sie in den Himmel aufgenommen mit Seele und Leib. An ihrem Hochfest danken wir Dir für alle Wunder Deiner Schöpfung. Durch die Heilkräuter und Blumen schenkst Du uns Gesundheit und Freude. Segne + diese Kräuter und Blumen. Sie erinnern uns an Deine Herrlichkeit und an den Reichtum Deines Lebens. Schenke uns auf die Fürsprache Mariens Dein Heil. Laß uns zur ewigen Gemeinschaft mir Dir gelangen und dereinst einstimmen in das Lob der ganzen Schöpfung, die Dich preist durch Deinen Sohn Jesus Christus in alle Ewigkeit.“
IV. 

„Lasset uns beten. Gott, Du ließest durch Jesaja im Alten Bunde ankündigen: ‚Aus dem Baumstumpf von Jesse, aus dem Baumstumpf Isais, des Vaters Davids, wächst ein Reis hervor, ein junger Trieb aus seinen Wurzeln bringt Frucht.‘ (Jes 11,1) Wir singen in der Weihnachtszeit immer wieder neu: ‚Es ist ein Ros entsprungen aus einer Wurzel zart, von Jesse, von Isai, dem Vater Davids, kam die Art. Das Röslein, davon Jesaja sagt, ist Maria, die Reine‘. Dieses Röslein, dieses Reis aus Isais Stumpf, diesen Zweig Jesses, diese virgam Jesse, nämlich die allerseligste Jungfrau und Gottesgebärerin, die Mutter Deines Sohnes und unseres Herrn Jesus Christus, hast Du am heutigen Tage in den Himmel erhoben, damit Du uns Sterblichen auf ihre Bitten hin und unter ihrem Patronat die Frucht ihres Leibes, Deinen Sohn, vermittelst: wir bitten Dich demütig, dass wir kraft der Vollmacht dieses Deines Sohnes und unter dem glorreichen Patrozinium Seiner Mutter die Schutzwirkungen dieser Früchte der Erde für das irdische und ewige Heil zu nützen vermögen. Durch unseren selben Herrn Jesus Christus… Und der Segen des allmächtigen Gottes, des Vaters und des Sohnes und des Heiligen Geistes komme auf diese Bündel herab und bleibe auf ihnen allezeit. Amen.
Oremus. […]Deus, qui virgam Jesse, Genetricem Filii tui Domini nostri Jesu Christi, hodierna die ad caelorum fastigia ideo evexisti ut per ejus suffragia et patrocinia fructum ventris illius, eundem Filium tuum, mortalitati nostrae communicares: te supplices exoramus, ut ejusdem Filii tui virtute eijusque Genetricis glorioso patrocinio, istorum terrae fructuum praesidiis per temporalem ad aeternam salutem disponamur.  Per eundem Dominum nostrum Jesum Christum, Filium tuum, qui tecum vivit et regnat in unitate Spiritus Sancti Deus, per omnia saecula saeculorum. Amen. Et benedictio Dei omnipotentis, Patris, et Filii, +  et Spiritus Sancti, descendat super has creaturas et maneat semper. Amen.“